# Cristina González García
Cristina González García (Villagarcía de Arosa, Pontevedra, 19 de febrero de 1984) es una atleta española especialista en pruebas de ultrafondo. Campeona de España de 100 km en 2009, 2010, 2011 y 2014, en la actualidad posee, entre otras, las mejores marcas españolas femeninas de las 24 horas (226,518 km) y los 6 días (701,093 km). Pertenece a la A.D. Eliocroca.

## Palmarés
Campeona de España absoluta de 100 km en 2009, 2010, 2011 y 2014

Plusmarquista española de los 50 km, 100 km, 12 horas, 24 horas, 48 horas y 6 días
- Actuación internacional
  - 67.ª clasificada en el Campeonato del Mundo de 24 horas - Brive 2010 (143,131 km)
  - 8.ª clasificada en el Campeonato del Mundo de 24 horas - Katowice 2012 (226,518 km)
  - 26.ª clasificada en el Campeonato del Mundo de 100 km - Doha 2014 (8:48:03)[3]

### 2008
Vencedora de las 6 horas de Calella con 65,550 km 

Vencedora de las 24 horas en pista de Barcelona con 178,055 km

Vencedora de los 100 km en pista de Tarrasa con 9 h 54 min y 53 s

Segunda clasificada en los 100 km Internacionales de Madrid con 10 h 34 min y 34 s

### 2009
Vencedora de las 6 horas de Calella con 68,200 km

Vencedora de los 100 km de Internacionales de Madrid con 9 h 52 min y 2 s

Vencedora de los 100 km Internacionales de Cantabria/Campeonato de España con 9h 31 min y 52 s

Segunda clasificada en las 24 horas en pista de Barcelona con 161,676 km

### 2010
Vencedora de los 100 km Internacionales de Cantabria/Campeonato de España con 8 h 51 min y 45

Segunda clasificada en los 6 días de Antibe] con 654,080 km

Segunda clasificada en los 50 km de Madrid con 4 h 46 min y 42 s

Segunda clasificada en la Maratón de Benidorm con 3 h 4 min y 59 s

Tercera clasificada en las 24 horas en pista de Barcelona con 210,375 km

### 2011
Vencedora de las 6 horas de Valencia con 72,610 km

Vencedora de los 6 días de Antibes con 656,024 km (récord de España)

Vencedora de los 100 km Internacionales de Cantabria con 8 h 31 min y 52 s

### 2012
Vencedora de los 6 días de Antibes con 701,093 km  (récord de España)

Segunda clasificada en las 6 horas de Valencia con 64,804 km

Segunda clasificada en el Maratón Internacional de Castellón con 2 h 53 min 33 s

### 2013
Vencedora de las 6 horas de Valencia con 73,330 km

Vencedora de los 100 km de Cantabria - Ciudad de Santander con 8 h 36 min y 34 s

Tercera clasificada en el Maratón Internacional de Castellón con 2 h 56 min y 29 s

### 2014
Vencedora de los 100 km de Cantabria - Ciudad de Santander con 8 h 14 min y 44 s

Vencedora de las 6 horas de Resistencia de Martorell con 73,998 km

Vencedora de las 6 horas de Villafranca del Panadés con 75,609 km

Vencedora de la II Maratón de Murcia con 2 h 55 min y 49 s

Vencedora de la Media Maratón de Murcia con 1 h 23 min y 50 s

Vencedora de la Media Maratón Villa de San Javier con 1 h 27 min y 6 s

Vencedora de la Media Maratón Bahía de Mazarrón con 1 h 26 min y 17 s

Vencedora de la Media Maratón Ciudad de Mojácar con 1 h 25 min y 56 s

### 2015
Vencedora de las 12 horas del Bislett International Indoor Endurance Festival de Oslo con 124,971 km

Vencedora de las 6 horas de Barcelona con 75,370 km

Vencedora de la Maratón de Murcia con 3 h 05 min y 53 s

Vencedora de la Media Maratón de Torrevieja con 1 h 26 min y 18 s

Vencedora de la Media Maratón de Pilar de la Horadada con 1 h 27 min y 20 s

Vencedora de la XXVI Media Maratón Ciudad de Cieza con 1 h 26 min y 58 s

Vencedora de la XI Media Maratón de Torre-Pacheco con 1 h 25 min y 30 s

### 2016
Vencedora de la 261 Women's Marathon Palma de Mallorca con 3 h 06 min y 53 s

Vencedora de La Ruta de las Fortalezas (51 km) con 4 horas 32 min y 38 s

Vencedora de la Wings for Life - World Run de Valencia con 46,3 km

Vencedora de la Media Maratón de Torrevieja con 1 h 27 min y 44 s

Vencedora de las 6 horas Roller-Running Night de Cartagena con 62,657 km

### 2017
Vencedora de las 12 horas de resistencia de Tarrasa con 109,200 km

### 2018
Segunda clasificada en la Mitja Marató de la Cartxofa (Benicarló-Peñíscola) con 1 h 36 min y 3 s

Tercera clasificada en la Media Maratón de Murcia con 1 h 37 min y 22 s

## Mejores marcas personales
- Medio maratón: 1 h 22 min 38 (La Coruña, 2014)
- Maratón: 2 h 53 min 33 s (Castellón, 2012)[5]
- 50 km: 3:59:39 (Santander, 2013) Récord de España
- 6 horas: 75,370 km (Barcelona, 2015) Récord de España
- 100 km: 8 h 14 min 44 s (Santander, 2014) Récord de España
- 12 horas: 124,971 km (Oslo, 2015)[6]
- 24 horas: 226,518 km (Katowice, 2012)[7] Récord de España
- 48 horas: 269,575 km (Antibes, 2012)[8] Récord de España
- 6 días: 701,093 km (Antibes, 2012) Récord de España

## Todas sus pruebas de 100 km
- 30.03.2008	100km Internacionales Madrid 10:34:04
- 8.10.2008	100 km Pista Terrassa	9:54:53
- 15.03.2009	100 km Internacionales Madrid	9:52:02
- 26.09.2009	100 km Internacionales de Cantabria (Santa Cruz de Bezana) 9:31:52
- 25.09.2010	100 km Internacionales de Cantabria (Santa Cruz de Bezana)	8:51:45
- 24.09.2011	100 km Internacionales de Cantabria  (Santa Cruz de Bezana)	8:31:52
- 22.06.2013	100 km Internacionales de Cantabria (Santander)	8:36:35
- 21.06.2014	100 km Internacionales de Cantabria (Santander)	8:14:44
- 21-22.11.2014 Campeonato del Mundo IAU (Doha, Catar) 8:48:03

## Todas sus pruebas de 24 horas
- 10-11.05.2008	Challenge 24h Spain 2008 (Torrejón) 90,000 km
- 20-21.12.2008	Les 24 hores pista TV3 Barcelona	178,055 km
- 02-03.05.2009	Challenge mundial y europea IAU (Bérgamo, Italia)	173,133 km
- 19-20.12.2009	Les 24 hores pista TV3 Barcelona	161,676 km
- 13-14.05.2010	Campeonato del Mundo y de Europa IAU (Brive, Francia)	143,131 km
- 18-19.12.2010	Les 24 hores pista TV3 Barcelona	210,375 km
- 08-09.09.2012	Campeonato del Mundo y de Europa IAU (Katowice, Polonia) 226,518 km

## Todas sus 23 maratones
- 18.02.2007 Maratón de Valencia 3:57:48
- 30.09.2007 I Maratón Expo Zaragoza 2007 - 3:32:22
- 25.11.2007 Maratón Internacional de Benidorm 3:32:59
- 27.02.2008 Maratón de Valencia 3:27:24
- 27.04.2008 Maratón Popular de Madrid 3:37:56
- 28.09.2008 II Maratón Expo Zaragoza 3:40:34
- 22.02.2009 Maratón de Valencia 3:37:33
- 18.10.2009 Maratón do Miño - Orense - 3:27:25
- 21.02.2010 Maratón de Valencia 3:21:13
- 28.11.2010 Maratón Internacional de Benidorm 3:04:59
- 12.12.2010 Maratón de Castellón 3:10:07
- 13.02.2011 Maratón Internacional de Sevilla 3:01:39
- 27.11.2011 Maratón Internacional de Valencia 3:01:28
- 09.12.2012 Maratón de Castellón 2:53:33 (MMP)
- 17.11.2013 Maratón Internacional de Valencia 2:59:42
- 08.12.2013 Maratón de Castellón 2:56:29
- 27.04.2014 Rock'n'Roll Maratón Madrid 2:54:55
- 02.11.2014 Maratón de Murcia 2014 - 2:55:49
- 19.04.2015 Maratón de La Coruña 3:15:35
- 18.10.2015 Maratón de Murcia 3:05:53
- 15.11.2015 Maratón Internacional de Valencia 3:01:45
- 10.04.2016 261 Women's Marathon Palma de Mallorca 3:06:53
- 12.05.2018 Maratón Ciudad de Zaragoza 3:34:46